# Morti nel 457
| Questa pagina contiene informazioni ricavate automaticamente dalle voci biografiche con l'ausilio del template Bio e di un bot. L'aggiornamento è periodico e automatico e ricostruisce completamente la pagina. Se manca una persona in questa lista, sei pregato di non aggiungerla, ma accertati piuttosto che la sua voce biografica contenga il template Bio e che i dati anagrafici siano correttamente compilati. Se il template Bio manca, inseriscilo tu stesso o, in alternativa, metti l'avviso {{tmp\|Bio}} che ne segnala la mancanza. Se i dati riportati sono sbagliati, correggi direttamente la voce biografica; le modifiche saranno visibili in questa lista entro pochi giorni. Per chiarimenti vedi il progetto biografie. La lista contiene solo le 7 persone che sono citate nell'enciclopedia e per le quali è stato implementato correttamente il template Bio. Pagina aggiornata al 26 lug 2025. |

- 26 gennaio - Marciano, imperatore romano
- 4 settembre - Dioscoro I di Alessandria, vescovo greco antico
- 28 ottobre - Iba di Edessa, arcivescovo, teologo e traduttore siro
- Aiulfo, re
- Avito, imperatore e vescovo romano
- Proterio di Alessandria, vescovo greco antico
- Yazdgard II, sovrano